# Benedetto II Zaccaria
Benedetto II Zaccaria (fallecido en 1330) fue el co-Señor de Quíos, así como muchas otras islas del mar Egeo desde 1314 hasta aprox. 1325.
Benedetto II era el primo de Paleólogo Zaccaria, y le sucedió en Quíos y otras tierras en el Mar Egeo, junto con su hermano Martino. En algún momento después de 1325 este último le obligó a retirarse, a cambio de una pensión. Benedetto pidió ayuda al emperador bizantino Andrónico III Paleólogo. En 1329 Martino fue depuesto y capturado por una flota imperial de 105 naves enviadas a Quíos.
Benedetto fue nombrado prefecto imperial de la isla. Sin embargo, después de que muriera sin descendencia la isla fue anexada al Imperio bizantino. Focea fue recapturada por los bizantinos en 1334.
Benedetto se había casado con Ginebra Doria, hija de Corrado Doria.